# Colorante reattivo
I coloranti reattivi rappresentano una delle classi più recenti di coloranti per fibre cellulosiche.
Prendono il nome di reattivi perché sono in grado di reagire con il gruppo ossidrile della cellulosa, formando un legame covalente.
Con questi coloranti è stato possibile disporre di una classe di coloranti con semplice applicazione e capaci di fornire su cotone e fibre cellulosiche discrete solidità alla luce ed elevate ad umido, perché il legame che si forma tra colore e substrato è un legame covalente.
La gamma di tonalità che si può ottenere con questa classe di coloranti è immensa, infatti sono spesso utilizzati per toni brillanti (fucsia, verdi acidi, turchesi), tonalità difficilmente raggiungibili con i coloranti diretti.
Hanno formula generale: S-Col-B-R-X
dove:
- S sono i gruppi solubilizzanti;
- Col è il cromoforo;
- B è un ponte;
- R-X è la parte reattiva. Essa può essere un anello eterociclico ad alogeno mobile o un gruppo alifatico con doppio legame attivato.

La tintura con coloranti reattivi si divide in tre fasi:
1. Salita del colorante sulla fibra mediante fattori quali temperatura e aggiunta di elettrolita.
2. Fissazione del colorante tramite aggiunta di alcali tipo carbonato di sodio o soda caustica.
3. Eliminazione del colorante non reagito tramite saponature ad alta temperatura.